# Ганна Гребринова
Ганна Гребринова (чеськ. Anna Hřebřinová, 11 листопада 1908, Прага — 6 грудня 1993, Прага) — чехословацька гімнастка, срібна призерка олімпійських ігор.

## Біографічні дані
На Олімпіаді 1936 Ганна Гребринова зайняла 2-е місце в командному заліку. В індивідуальному заліку вона зайняла 21-е місце. Також зайняла 38-е місце у вправах на брусах, 26-е — у вправах на колоді, 15-е — в опорному стрибку.